# Лисицы (Червенский район)
Лисицы (бел. Лiсiцы) — деревня в Червенском районе Минской области. Входит в состав Смиловичского сельсовета.

## Географическое положение
Находится примерно в 22 километрах к западу от райцентра, в 40 км от Минска, в 20 км от железнодорожной станции Руденск линии Минск-Осиповичи.

## История
На 1858 год деревня в составе имения Убель Игуменского уезда Минской губернии, где проживали 19 человек. В середине XIX века относилась к имению рода Монюшко Смиловичи. На 1848 год здесь было 10 дворов. Согласно переписи населения Российской империи 1897 года входила в состав Смиловичской волости и насчитывала 7 дворов, где проживали 38 человек. На начало XX века здесь было 5 дворов и 31 житель. На 1917 год 8 дворов, 41 житель. 20 августа 1924 года деревня вошла в состав вновь образованного Валевачёвского сельсовета Смиловичского района Минского округа (с 20 февраля 1938 — Минской области). Согласно Переписи населения СССР 1926 года существовали деревня Лисицы, насчитывавшая 9 дворов, где проживали 52 человека, и одноимённый хутор, где было 3 двора и 9 жителей. В 1930-е годы в деревне проводилась коллективизация. Во время Великой Отечественной войны деревня была оккупирована немцами в начале июля 1941 года. 6 её жителей не вернулись с фронта. Освобождена в начале июля 1944 года. 20 января 1960 года вошла в состав Клинокского сельсовета Червенского района, тогда там насчитывалось 52 жителя. В 1980-е годы деревня относилась к колхозу имени В. И. Ленина. По итогам переписи населения Белоруссии 1997 года в деревне насчитывалось 6 домов и 6 жителей. 30 октября 2009 года передана в Смиловичский сельсовет. На 2013 год 1 жилой дом, 1 постоянный житель.

## Население
- 1858 — 19 жителей
- 1897 — 7 дворов, 38 жителей
- начало XX века —  5 дворов, 31 житель
- 1917 — 8 дворов, 41 житель
- 1926 — 13 дворов, 61 житель
- 1960 — 52 жителя
- 1997 — 6 дворов, 6 жителей
- 2013 — 1 двор, 1 житель
- 2023 - прописано 2 жителя.

Но в самой деревне проживает больше людей. На текущий момент в деревне 12 домов. В основном живут дачники.Они не прописаны поэтому и в переписи населения не учитываются. В деревни жили в своё время долгожители прожившие больше 100 лет.